# クロード・メルキ
クロード・メルキ（Claude Melki、1939年2月23日 サン＝ドニ - 1994年3月29日 パリ）は、フランスの俳優である。もっともヌーヴェルヴァーグ的な俳優のひとりとして知られる。

## 来歴・人物
1939年2月23日、フランス・セーヌ＝サン＝ドニ県サン＝ドニに生まれる。
ヌーヴェルヴァーグの映画監督ジャン＝ダニエル・ポレに見出されデビューする。『酔っぱらってりゃ…』（短篇、1958年）、『ガラ』（1961年）、『サンドニ街』（オムニバス『パリところどころ』の一篇、1965年）、『L'Amour c'est gai, l'amour c'est triste』（1971年）、『アクロバット』（1975年）といった複数の映画で「レオン」役を演じた。デビュー時はバスター・キートンと比較されたのは、フィジカルに似ているということと、無表情なところであった。
1994年3月29日、パリで死去。55歳没。俳優のジルベール・メルキの伯父である。

## おもなフィルモグラフィ
- 酔っぱらってりゃ… Pourvu qu'on ait l'ivresse... (1958) - 監督ジャン＝ダニエル・ポレ ※デビュー作
- ガラ Gala (1961) - 監督ジャン＝ダニエル・ポレ
- サンドニ街 Rue Saint-Denis - オムニバス『パリところどころ』の一篇 (1965) - 監督ジャン＝ダニエル・ポレ
- Le Pistonné (1970) - 監督クロード・ベリ
- L'Amour c'est gai, l'amour c'est triste (1971) - 監督ジャン＝ダニエル・ポレ
- Le Seuil du vide (1971) - 監督ジャン＝クロード・ダヴィ
- モン・パリ L'Événement le plus important depuis que l'homme a marché sur la lune (1973) - 監督ジャック・ドゥミ
- アクロバット L'Acrobate (1976) - 監督ジャン＝ダニエル・ポレ
- Le Grand fanfaron (1976) - 監督フィリップ・クレール
- Mais qu'est-ce que j'ai fait au Bon Dieu pour avoir une femme qui boit dans les cafés avec les hommes ? (1980) - 監督ジャン・サンタモン
- Paulette, la pauvre petite milliardaire (1986) - 監督クロード・コンフォルテス

## 関連事項
- ジャン＝クロード・ダヴィ（Jean-François Davy）
- フィリップ・クレール（Philippe Clair）
- ジャン・サンタモン（Jan Saint-Hamont）
- クロード・コンフォルテス（Claude Confortès）
- ジルベール・メルキ（Gilbert Melki）